# Troilus and Cressida (opéra)
Ne doit pas être confondu avec Troïlus et Cressida.
Troilus and Cressida est un opéra en trois actes de William Walton sur un livret de Christopher Hassall d'après le poème Troïlus et Criseyde de Geoffrey Chaucer. Il est créé le 3 décembre 1954 au Covent Garden à Londres sous la direction de Malcolm Sargent.

## Distribution
- Cressida, prêtresse troyenne (soprano)
- Troilus, prince troyen (ténor)
- Calkas, grand prêtre (basse)
- Antenor, capitaine (baryton)
- Evadné, servante (mezzo-soprano)
- Pandarus, frère de Calkas (ténor)
- Horaste, ami de Pandarus (basse)
- Diomède, prince d'Argos (baryton)

## Argument
Cressida, fille du grand-prêtre de Troie renonce à devenir prêtresse encouragée par son amant Troilus et son oncle Pandarus.